# Tetràpode (estructura)

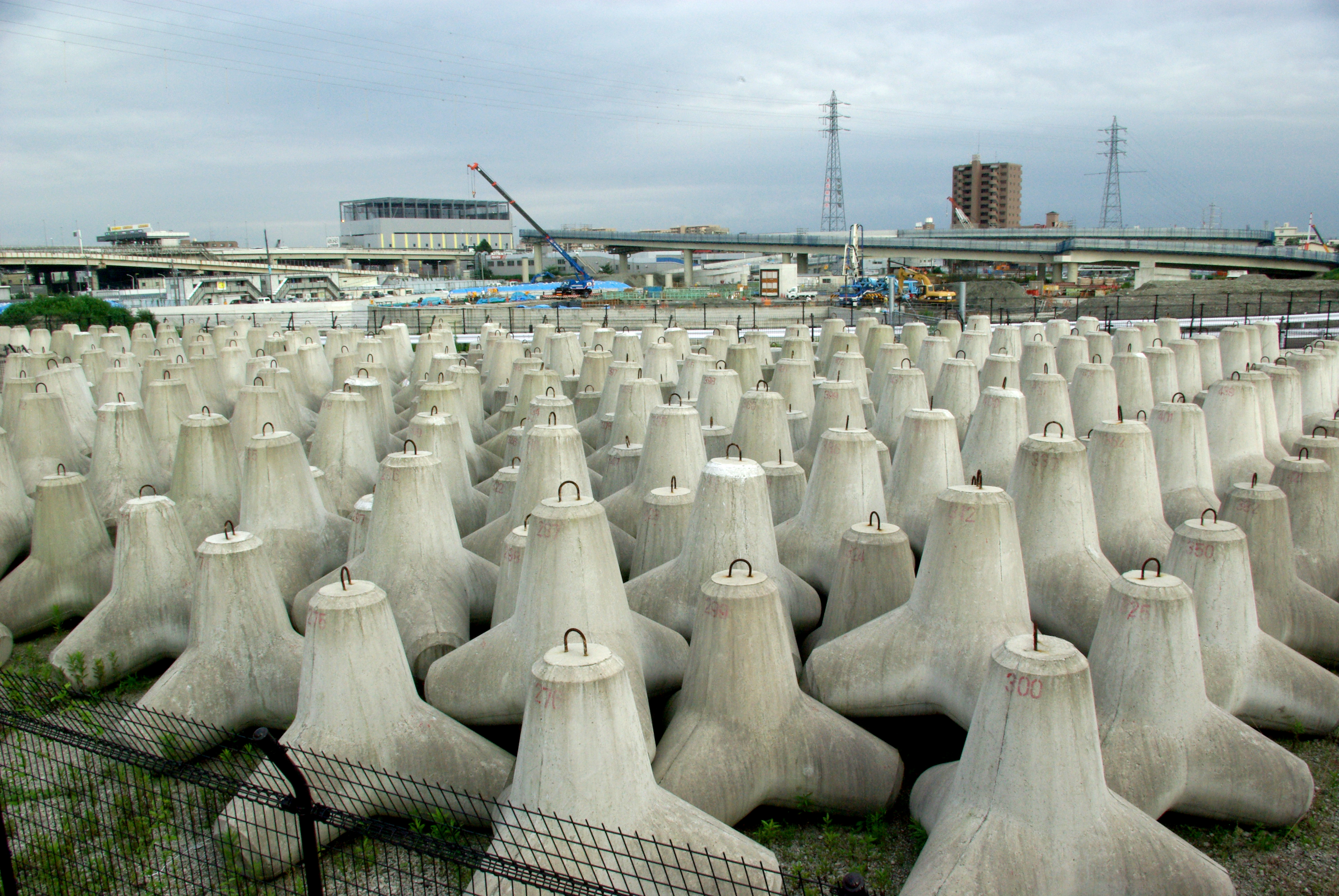
Tetràpodes emmagatzemats

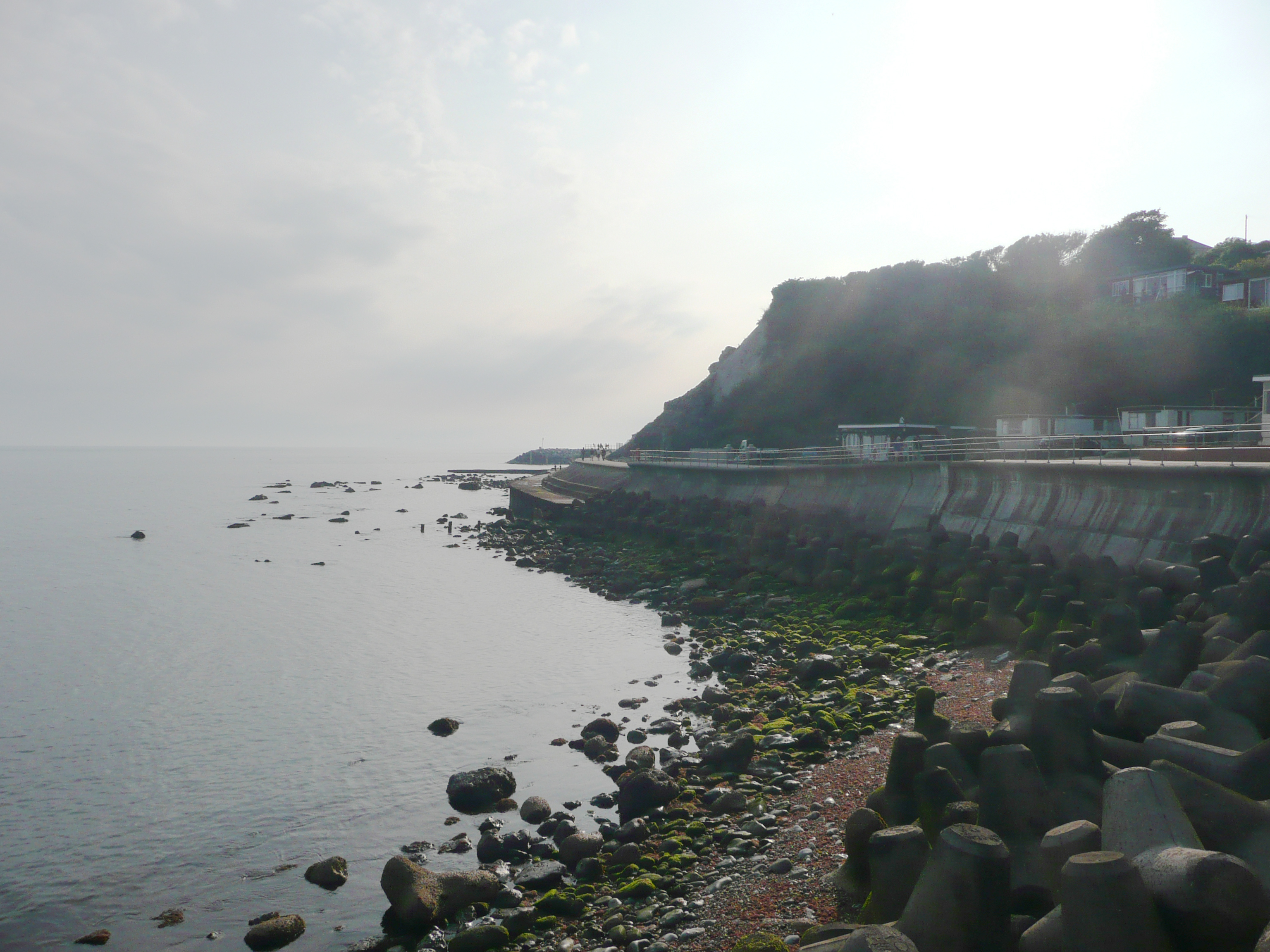
Tetràpodes protegint la costa de Ventnor, Regne Unit

Un tetràpode és una estructura formada per quatre eixos, a manera de tetraedre estilitzat, que, donada la seva capacitat d'intricat amb figures anàlogues i a la seva estabilitat geomètrica, ja que sempre reposa sobre tres peus en un equilibri molt estable, ha estat emprat en obres civils (particularment en la construcció d'esculleres) i militars (per bloquejar el pas de tropes o civils, de vegades reforçat amb filferro espinós).
Les esculleres realitzades amb tetràpodes es caracteritzen per una gran capacitat per absorbir l'impacte de les onades, pel fet que formen una estructura de gran rugositat i porositat.